# Erannis uniformata-obsoleta
Erannis uniformata-obsoleta är en fjärilsart som beskrevs av Barend J. Lempke 1952. Erannis uniformata-obsoleta ingår i släktet Erannis och familjen mätare. Inga underarter finns listade i Catalogue of Life.